# Foveolocyathus parkeri
Foveolocyathus parkeri är en korallart som beskrevs av Stephen D. Cairns 2004. Foveolocyathus parkeri ingår i släktet Foveolocyathus och familjen Turbinoliidae. Inga underarter finns listade i Catalogue of Life.